# أنيتا مويزنيسا
أنيتا مويزنيسا سياسية من لاتفيا. اعتبارًا من 3 يونيو 2021 كانت تشغل منصب وزيرة التعليم والعلوم في حكومة كاريش. هي منتسبة إلى حزب المحافظين.